# Iona, Minnesota
Iona är en ort i Murray County i delstaten Minnesota, USA.